# Wybory powszechne w Bośni i Hercegowinie
Wybory powszechne w Bośni i Hercegowinie (bośn. i chorw. Opći izbori u Bosni i Hercegovini, serb. Општи избори у Босни и Херцеговини, Opšti izbori u Bosni i Hercegovini) – wybory, w trakcie których uprawnieni do głosowania obywatele Bośni i Hercegowiny wybierają swoich reprezentantów do Prezydium, pełniącego funkcję głowy państwa oraz Izby Reprezentantów, jednej z dwóch izb Zgromadzenia Parlamentarnego Bośni i Hercegowiny, a także przedstawicieli organów władzy na szczeblu federacyjnym (Izba Reprezentantów Federacji Bośni i Hercegowiny, Prezydent i Wiceprezydenci Republiki Serbskiej oraz Zgromadzenie Narodowe Republiki Serbskiej) i kantonalnym (Zgromadzenie Kantonu w każdym z dziesięciu kantonów Federacji Bośni i Hercegowiny).
Wybory te odbywają się co cztery lata, w parzystych latach nieprzestępnych. Przebieg wyborów nadzoruje Centralna Komisja Wyborcza Bośni i Hercegowiny.